# Richard Scaife
Richard Mellon Scaife, né le 3 juillet 1932 et mort le 4 juillet 2014, est un éditeur de journaux, homme d'affaires, philanthrope et lobbyiste américain.
Richard MellonScaife possède et publie le Pittsburgh Tribune-Review. Avec 1,2 milliard de $, Scaife, en tant qu'héritier principal du secteur bancaire (la Mellon Bank) Mellon, du pétrole (Gulf Oil) et de la fortune dans l'aluminium (Alcoa), était classé no 283 sur la liste des 400 américains les plus riches en 2005 au classement Forbes 400.
Scaife est particulièrement connu pour son soutien financier aux milieux conservateurs et libéraux et libertariens des États-Unis ainsi qu'à des organisations politiques d'extrême-droite durant les vingt dernières années. Il a apporté l'assistance financière à des causes conservatrices ou libérales aux États-Unis, surtout par des fondations privées, à but non lucratif, qu'il contrôlait : la Sarah Scaife Foundation, la Carthage Foundation et l'Allegheny Foundation et jusqu'en 2001, la Scaife Family Foundation, maintenant contrôlée par ses enfants, sa fille Jennie et son fils David,. Scaife a aussi aidé à financer l'Arkansas Project, qui a entrainé la procédure d'impeachment du président Bill Clinton.

## Jeunesse
Richard Mellon Scaife est né à Pittsburgh, en Pennsylvanie, d'Alan Scaife, le chef d'une riche famille de Pittsburgh et de Sarah Mellon, qui était membre de l'influente famille Mellon, une des familles les plus puissantes des États-Unis. Sarah Mellon Scaife était la nièce de l'ancien secrétaire d'État au Trésor des États-Unis, Andrew W. Mellon. Elle et son frère, le financier R.K. Mellon, était les héritiers de la fortune de Mellon qui comprenait la Mellon Bank et des intérêts majeurs dans la Gulf Oil et dans l'aluminium Alcoa.
Scaife a suivi la Deerfield Academy à Deerfield dans le Massachusetts. Il a été renvoyé de l'université Yale à la suite d'une fête alcoolisée et a terminé ses études à l'université de Pittsburgh où son père était le président du conseil d'administration. Richard Scaife a obtenu son diplôme, une licence d'anglais, en 1957.
Scaife hérita de sièges dans de nombreux conseils d'administration d'entreprises lorsque son père décéda brutalement en 1958. Cependant sa famille se brouilla avec celle de son oncle, R.K. Scaife, qui conserva le contrôle des sociétés. Sa mère l'encouragea à s'impliquer dans les fondations philanthropiques de la famille, conseil qu'il suivit.
En 1973, il se brouilla avec sa sœur Cordelia Scaife May et prit le contrôle de la plupart des fondations familiales tandis que Cordelia soutint elle-même ses propres actions de charité, y compris le Planning familial et la Volière nationale de Pittsburgh. Peu de temps avant sa mort, Cornelia et Richard se réconcilièrent et Richard Mellon Scaife fit son éloge en janvier 2005 louant « Cordy » pour avoir consacrée sa vie et ses ressources « aux causes qui en valaient la peine ».

## Affaires

### Achat duPittsburgh Tribune-Review
En 1970, Scaife a acheté un petit journal sur le marché, le « Tribune-Review ». Le siège du journal était basé à Greensburg, Pennsylvanie, un chef-lieu d'environ 15 000 habitants situé à environ 48 kilomètres au sud-est de Pittsburgh. Pendant plusieurs années, le journal n'a été publié et distribué que dans la région de Greensburg.
Scaife fit les titres des journaux en 1973, quand un journaliste du Tribune-Review fut licencié pour avoir fait la remarque « un est en bas et l'autre sur le départ » à l'époque du Watergate à propos du vice-président, Spiro Agnew, qui venait d'être convaincu de charges de corruption lors de son mandat de gouverneur du Maryland. Quand les confrères rédacteurs du journaliste ont exigé une explication de la part de Richard Scaife lors d'une réunion avec ce dernier, sa réponse provocante amena un certain nombre d'entre eux à démissionner (quelques-uns d'ailleurs revinrent plus tard sur leur décision). Le journal fut fréquemment accusé d'influence, spécialement à l'encontre des membres du comité directeur politique du comté de Westmoreland à grande majorité démocrate.
En 1992, les deux principaux journaux de Pittsburgh ont été impliqués dans un long conflit social qui a abouti, en fin de compte, à ce que le plus grand journal, le Pittsburgh Press, cesse son activité et que le journal restant, le Pittsburgh Post-Gazette, suspende sa publication pendant près de six mois jusqu'à ce que cette publication soit acquise par Scaife à la fin de l'année. Durant toute cette période, Scaife développa les opérations de son journal dans Pittsburgh et le renomma le Pittsburgh Tribune-Review. Quoique le nom ait changé et il qu'il y ait plusieurs bureaux satellites à Pittsburgh et dans sa banlieue, le siège social du journal resta à Greensburg, à 56 kilomètres environ à l'est de Pittsburgh près de la maison de Richard Scaife.

### Intérêts pour les médias et de leur leadership
Le Pittsburgh Tribune-Review continua à défier la Pittsburgh Post-Gazette sur le marché des médias de Pittsburgh. Douze ans après que le journal de Scaife ait commencé à être diffusé, la Post-Gazette annonça des pertes financières majeures et les syndicats représentant les salariés ont consenti à des concessions sur les salaires afin de maintenir le journal à flot. À la différence de Scaife, les propriétaires de la Post-Gazette, la famille de Bloc, ne voulait pas supporter des pertes majeures année après année. Selon les documents produits lors du divorce de Scaife, Richard Scaife a dépensé successivement de 20 et 30 millions de dollars par an pour couvrir les pertes du Tribune-Review. Selon le Bureau d'Audit des Publications, le Tribune-Review avait 221 000 lecteurs régionaux, environ 7 000 abonnés de moins que son concurrent.
En 2005, le Pittsburgh Tribune-Review annonça la consolidation des opérations de ses éditions de banlieue, avec des « réductions de personnel » dans les salles de rédaction, de gestion et dans les départements de distribution. Deux directeurs ont été licenciés immédiatement puis d'autres membres du personnel plus tard en 2005.
Avec Scaife comme éditeur, le petit journal de nouvelles répandait des éditoriaux, des articles ou des nouvelles affirmant que le président des États-Unis Bill Clinton et son épouse, la Première Dame, Hillary Clinton, étaient responsables de la mort du Conseiller Adjoint de la Maison-Blanche Vincent Foster. Scaife a payé un journaliste indépendant Christopher W. Ruddy pour enquêter et écrire sur l'affaire Foster pour le Tribune-Review et d'autres médias de droite[réf. souhaitée]. Le procureur indépendant Kenneth Starr, nommé pour enquêter sur Clinton, a conclu que Foster s'était bien suicidé.
En 2004, il a été rapporté que Richard Scaife détenait 7.2 % de « NewsMax Médias », un site Web de nouvelles, ayant une ligne politique éditoriale conservatrice, fondé par Christopher Ruddy en 1998. En 2009, Richard Mellon Scaife contrôlait environ 42 % de NewsMax, alors que Ruddy en tant que propriétaire majoritaire, PDG et rédacteur en chef, en possédait 58 %.

## Politique et philanthropie
L'intérêt de Scaife pour la politique est plurifactoriel :
- Il adore les journaux, qu'il a commencé à lire dès son enfance.
- Son père a servi dans l'OSS pendant la Seconde Guerre mondiale et la famille a vécu à Washington pendant peu de temps. (Les unités fonctionnelles diverses de l'OSS ont été reconstituées en 1947 sous le nom de CIA);
- Il était sous l'influence de Robert Duggan, le fiancé de sa sœur, Cordelia, qui est devenu plus tard son mari. Scaife a travaillé pour les campagnes politiques de Duggan qui a été, par 2 fois, élu représentant du ministère public du comté d'Allegheny. Duggan aidera Richard Scaife à devenir un membre du Parti Républicain dans le comté d'Allegheny en 1956 avant qu'il ne soit accusé par un jury d'accusation pour évasion fiscale sur le revenu et escroquerie.

D'ailleurs, en 1974, Duggan se tuera avec un fusil de chasse, quelques heures avant qu'il ne soit convoqué par un jury d'accusation pour évasion fiscale sur le revenu et escroquerie.
- Scaife s'est engagé dans la campagne présidentielle de 1964 pour Barry Goldwater, avec qui sa mère était liée.

La fortune Mellon dont Scaiffe a hérité lui a permis de poursuivre son activisme politique. En 1965, quand Sarah Scaife est morte, Richard Mellon Scaife a hérité, non seulement de l'augmentation financière de sa fortune, mais surtout d'une grande influence sur les fondations familiales.

### Soutien de Richard Nixon
Scaife gagna sa notoriété pour avoir fait une course finale de fin de campagne pour Nixon, devant le faible financement de cette dernière quand il lui fit un don de 990 000 $, lors de la campagne qui allait mener Richard Nixon à sa réélection de président des États-Unis en 1972. Scaife ne fut pas accusé d'un crime, mais donna environ 45 000 $ qui allèrent à un fonds lié au scandale du Watergate. Scaife déclara plus tard qu'il a été repoussé par ce scandale et qu'il refusa de parler avec Nixon après 1973. Le suicide de Duggan en 1974 puis l'affaire du Watergate, amenèrent Scaife à changer alors l'octroi de ses aides financières les réservant aux campagnes de politiciens ou de groupes de recherche anti-communistes, ainsi qu'aux fonds de défense légaux et à leurs publications.

### Opposition à Bill Clinton
Les publications de Scaife ont été considérablement impliquées dans la campagne contre Bill Clinton, le président de l'époque.
- Scaife était le principal donateur de l'« American Spectator », dont l'Arkansas Project avait l'intention de trouver des preuves contre Bill Clinton notamment au travers des accusations de Paula Jones pour harcèlement sexuel à son encontre, que le journal contribua à diffuser largement auprès du public américain.
- En 1999, dans une série d'articles de Scaife et/ou de ses fondations soutenant des causes conservatrices, le Washington Post cita un collaborateur proche de Richard Scaife, Richard Larry, et non Scaife lui-même, comme l'homme qui a conduit l'Arkansas Project[14],[15].

Indépendamment de son but initial, l'Arkansas Project a non seulement accusé Clinton d'indélicatesses financières et sexuelles (certaines plus tard vérifiés, d'autres non), mais ont aussi donné racine à « l'hyperbolique théorie du complot » avec des allégations telles, que Bill Clinton aurait collaboré avec la CIA pour exécuter une opération de trafic de drogues à partir de la ville de Mena en Arkansas ou que le couple Clinton avait pris des dispositions pour le meurtre à la Maison-Blanche de son conseiller Vince Foster afin d'étouffer l'affaire du Whitewater. La possibilité que l'on aurait donné de l'argent du projet à l'ancien associé de Clinton, David Hale, un témoin dans l'enquête Whitewater, a mené à la nomination de Michael J. Shaheen comme enquêteur spécial. Shaheen cité par le rédacteur de Scaife, qui a témoigné devant un jury fédéral d'accusation sur cette question.
Cependant, fin 2007, Ruddy publia un entretien positif avec l'ancien président Clinton sur Newsmax.com, suivi par un article principal également positif dans le magazine. Le New-York Times commenta cet événement en déclarant que « la politique en avait fait d'étranges compagnons de lit ».
Newsweek rapporta que Ruddy félicita Clinton pour le travail global de sa Fondation et expliqua que l'entretien, aussi bien que le déjeuner privé que lui et Scaife avaient eu avec Bill Clinton (déjeuner que Ruddy dit avoir été organisé par Ed Koch), étaient dus à la vision commune, que Ruddy et Scaife, avaient du travail important que réalisait Bill Clinton en représentant les États-Unis au niveau planétaire alors que les États-Unis étaient la cible de toutes les critiques. Il a aussi dit que lui et Scaife n'avaient jamais suggéré que Clinton avait été impliqué dans la mort de Foster, pas plus qu'ils n'avaient étendu leurs d'allégations aux scandales sexuels de Bill Clinton, bien que leur travail puisse en avoir encouragés d'autres.

#### Soutien à Hillary Rodham Clinton
Le 20 avril 2008, deux jours avant que la Primaire démocrate de Pennsylvanie ne désigne Hillary Rodham pour l'investiture démocrate, le Pittsburgh Tribune-Review de Scaife soutenait Hillary Clinton comme Présidente.

### Donations politiques
Selon campaignmoney.com, de 1999 à 2006, Scaife a, sous le nom « R. Scaife », fait 10 contributions de plus de 200 $ aux campagnes politiques, pour un total de 19 000 $. Sous le nom "R.M. Scaife" il a fait 4 donations, pour un total de 22 000 $. Sous le nom Richard Scaife, il a fait 23 donations au cours de cette période, pour un total de 142 904 $. En plus des donations au « Republican National Committee » et des campagnes politiques diverses comme Santorum 2000 et le Comité de Victoire Santorum pour Rick Santorum, il a aussi soutenu des « Comités d'action politiques » comme la « Pro-Growth Action Team », le « Free Congress PAC » et le « Club For Growth Inc. PAC ». Scaife a aussi financé le Western Journalism Center, dirigé par Joseph Farah. Il a été inscrit sur la liste des « PoliticsPA (Activistes Politiques Supérieurs de la Pennsylvanie) ».

### Gestion des Fondations familiales Scaife
Quand Scaife a recentré à nouveau son soutien aux personnalités politiques ayant un refus du communisme ainsi qu'aux groupes de recherche anti-communiste, parmi les fonds de défense légaux et les publications, le premier à être soutenu fut la « Hoover Institution sur la Guerre, la Révolution et la Paix » à l'université Stanford.
Par ses contacts obtenus via la « Hoover Institution » et par son entregent dans divers milieux, Scaife est devenu le partisan majeur, l'un des premiers supporters de l'Heritage Foundation, qui est depuis l'un des instituts de recherches publics de politique les plus influents de Washington. Richard Mellon Scaife est actuellement[Quand ?] vice-président du conseil d'administration de l'Heritage Foundation.
Plus tard, il a soutenu des organisations conservatrices et libérales diverses comme :
- American Enterprise Institute
- Atlas Economic Research Foundation
- David Horowitz Freedom Center
- Committee for a Constructive Tomorrow, which advocates for free-market solutions to environmental issues and dissent on anthropogenic global warming[21].
- Commonwealth Foundation for Public Policy Alternatives - a Harrisburg-based libertarian think tank[22].
- Federalist Society
- Foundation for Economic Education
- Free Congress Foundation (headed by Paul Weyrich)
- Freedom House
- GOPAC (headed by Newt Gingrich)
- Independent Women's Forum
- Intercollegiate Studies Institute (which operates the Collegiate Network)
- Judicial Watch
- Landmark Legal Foundation
- Media Research Center (headed by Brent Bozell)
- Pacific Legal Foundation
- World Affairs Council of Pittsburgh
- Reason Foundation

Depuis 1998, les fondations de Scaife ont été répertoriées comme ayant réalisé des donations à plus de 100 groupes conservateurs et/ou libéraux, pour lesquels Scaife aurait déboursé environ 340 millions de dollars avant 2002.

### Université Pepperdine
Scaife a également doté une nouvelle école de politique publique à l'université Pepperdine. L'ancien procureur indépendant, Kenneth Starr, a été nommé le premier doyen de cette école, bien que Pepperdine nie aucune connexion entre Scaife et Starr quant au choix de ce dernier. Starr accepta le poste dès 1996, mais face à la controverse qui s'ensuivit, il a renoncé à cette nomination bien qu'étant rémunéré depuis 1998 sans avoir jamais commencé à exercer à l'université Pepperdine auparavant. Cependant, une fois que l'enquête fut derrière lui, Starr a été nommé doyen de la Faculté de droit de l'université Pepperdine en 2004.

### Autres aides philanthropiques
Scaife est célèbre pour ses contributions aux causes conservatrices et liberales. Le Washington Post l'a surnommé « le père fondateur du droit » en 1999.
Cependant, il a aussi soutenu des groupes de recherche de politique qui ne sont pas explicitement conservateurs, comme le Centre pour des Études Stratégiques et Internationales (CSIS), la Dotation nationale pour la Démocratie et l'Institut de recherches de politique étrangère à l'université de Pennsylvanie, parmi d'autres.
Scaife a aussi été un donateur majeur des avocats de droits à l'avortement, y compris du Planning familial, donnant des millions de $ à l'organisation, quoique la plupart de ces dons soient antérieurs aux années 1970, selon le Washington Post.
À la fin des années 1990, à l'apogée des scandales de Clinton, Scaife a néanmoins continué à fournir plus de 1 million de $ à la « Corporation for Public Broadcasting », et à être le premier donateur privé du Service de radiodiffusion public, le « Public Broadcasting Service ». Ses donations pour restaurer et orner la Maison Blanche l'ont conduit à ce qu'il reçoive une invitation par Hillary Clinton elle-même pour une célébration en « tenue de soirée de rigueur ». Elle l'a chaudement accueilli et a posé avec lui pour une photographie le jour-même où la presse populaire sortait un nouveau coup sur un scandale sexuel de son mari. Scaife déclara au New York Post qu'il avait apprécié l'invitation de madame Clinton. "Je suis honoré", a-t-il dit. "Que le Seigneur sache, que c'est plus que ce qui m'ait été donné de la part de George Bush".
Scaife a aussi soutenu des groupes apolitiques. Il est un bienfaiteur-clé d'un certain nombre d'organisations artistiques basées à Pittsburgh telles : l'Orchestre symphonique de Pittsburgh, les Galeries Sarah Scaife au musée d'art de l'Institut Carnegie de Pittsburgh, le « Brandywine Conservancy », le Conservatoire Phipps et la « National Gallery of Art » à Washington, aussi bien que les « Goodwill Industries » de Pittsburgh. Scaife et ses fondations ont financé les causes préférées de Sarah Scaife : le contrôle démographique (par exemple le Planning familial), la préservation de l'environnement et les hôpitaux; Jonas Salk a développé son vaccin contre la poliomyélite dans un laboratoire financé par une fondation Sarah Scaife. Il soutient aussi une variété d'institutions éducatives, notamment l'université de Chicago, la "Fletcher School de droit et de diplomatie" à l'université de Tufts, l'université de Carnegie Mellon, l'université de Boston, l'université de Pittsburgh, l'université de Rochester et l'université d'État de Bowling Green.

## Vie privée
Richard Mellon Scaife s'est marié, une première fois, avec Frances L. Gilmore (née le 2 décembre 1934). Le couple a eu deux enfants, Jennie K. Scaife (née le 8 juillet 1963) et David N. Scaife (né le 5 février 1966). Le couple a, par la suite, divorcé.
En juin 1991, il s'est marié avec sa compagne de longue date, Margaret "Ritchie" Battle Scaife (née le 15 février 1947), qui avait influencé le modèle de donation des fondations de Richard Scaife ce qui faisait d'eux le couple le plus actif dans la vie sociale et culturelle de la patricienne Pittsburgh.
Le couple s'est par la suite séparé et le 27 décembre 2005, la police de Pittsburgh a reçu un appel de Richard Scaife lui-même se plaignant de la violation de sa résidence située dans le prestigieux quartier du Shadyside à Pittsburgh. Lorsque les policiers sont arrivés, ils ont trouvé Madame Ritchie Scaife, sa femme dont Scaife était séparé, martelant sur les portes et scrutant au travers des fenêtres de l'hôtel particulier du couple. Madame Scaife a refusé de quitter la propriété et a été arrêtée avec citation à ne plus se présenter en ce lieu.
Le 8 avril 2006, le Tribune-Review publia un article décrivant un combat entre l'ex-femme, séparée, de Scaife, Margaret "Ritchie" Battle Scaife, accompagnée de l'ancien chien de Richard Scaife qu'il avait appelé avec humour New York Daily News et que cette dernière lui avait offert, et trois des domestiques de Richard Scaife. La rixe a été telle que les journaux ont rapporté que les domestiques de Scaife avaient dû être hospitalisés pour des écorchures et des bleus après l'altercation avec leur ex-patronne,. Après cet incident, Scaife a fait placer un panneau sur sa pelouse : « Femme et chien disparus - Récompense pour le chien ».
Le 11 avril 2006 Scaife s'est confié à un chroniqueur mondain que lui et Margaret "Ritchie" Battlet Scaife, 58 ans, prévoyaient de divorcer et que leur mariage avait eu lieu sans aucune rédaction de contrat de mariage. Le chroniqueur du New York Daily News a évalué les actifs vulnérables de Richard Scaife à la moitié de 1,2 milliard de dollars.
En septembre 2007, le Post-Gazette et le journaliste Dennis Roddy ont trouvé les documents du divorce de Scaife, qui bien qu'étant sous scellés, étaient disponibles au public sur le site internet du bureau notarial du comté d'Allegheny. Le Post-Gazette a mis tous les documents disponibles du divorce sur le site du journal. Les documents comportaient une liste complète de tous les biens que Madame Scaife avait pris et gardait pour elle selon les déclarations de Richard Scaife.
Richard Scaife a été nommé au « PoliticsPA » c'est-à-dire sur la liste « des personnalités politiques ayant le plus de pouvoir en Pennsylvanie » en 2002 et 2003,.